# Nordische Skiweltmeisterschaften 1954
Die 20. Nordischen Skiweltmeisterschaften fanden vom 13. bis 21. Februar 1954 im schwedischen Falun statt.

## Wettbewerbe
Zum ersten Mal wurden bei reinen Weltmeisterschaften auch Wettbewerbe für Frauen angeboten. Sie konnten im Skilanglauf über zehn Kilometer und als Mitglied einer Staffel über 3-mal 5 km an den Start gehen. Allerdings war bei den Olympischen Spielen 1952, bei denen Nordische Skiwettbewerbe mit Ausnahme der Nordischen Kombination offiziell als Weltmeisterschaften galten, bereits ein Frauenrenn über zehn Kilometer ausgetragen worden.
Bei den Männern wurde der 18-km-Lauf durch ein Rennen über fünfzehn Kilometer ersetzt. Außerdem kam der 30-km-Langlauf ins Weltmeisterschaftsprogramm.

## Abschneiden der Nationen
Es nahmen erstmals Sportler aus der Sowjetunion teil, die gleich ganz vorne in der Medaillenwertung lagen und damit zum ersten Mal in der Geschichte des Nordischen Skisports die Sportler aus Skandinavien von der Spitze verdrängten. Enttäuschend war für die Norweger, dass sie einzig in ihrer Domäne, der Nordischen Kombination, Medaillen gewannen – hier allerdings gleich Gold, Silber und Bronze. Auch die Schweden waren als Ausrichter mit lediglich drei Bronzemedaillen alles andere als zufrieden. Weitere Nationen neben der Sowjetunion, Finnland, Norwegen und Schweden spielten weiterhin kaum eine Rolle und konnten abgesehen von den Staffeln nirgendwo in die Platzierungen unter die ersten Sechs vordringen.

## Letzte Vorbereitungen und Trainings
Ein Temperatursturz hatte eine derart große Kälte gebracht, dass die Langläufer nicht trainieren konnten. In Falun und Umgebung herrschte zwar reges Leben, doch war im Bergwerkstädtchen der Verkehr nicht sonderlich groß, da dort nur die Funktionäre der Organisation und der FIS sowie die in- und ausländischen Journalisten untergebracht waren. Die Wettkämpfer mit ihren Betreuern hatten ihre Unterkünfte in den umliegenden Ortschaften, teilweise bis zu vierzig km entfernt, bezogen.
Am 11. Februar wurde eine internationale Sprungrichterkonferenz abgehalten, an der 65 Vertreter aus fünfzehn Nationen teilnahmen.

## Eröffnung
Die Eröffnung wurde am 13. Februar durch Prinz Bertil und FIS-Präsident Marc Hodler vorgenommen. Falun prangte in farbenprächtigem Fahnenschmuck mit zirka achthundert Fahnenmasten und rund um den Hauptplatz (Store Torget) mitten in der Stadt wehten die Fahnen der 24 gemeldeten Nationen. Vor einer über 10.000 Personen geschätzten Zuschauermenge, die trotz der Minus 25 Grad Celsius gekommen war, zogen die Wettkämpfergruppen nationenweise in alphabetischer Reihenfolge ein. Die letzten waren traditionsgemäß die Gastgeber, also die Schweden.

## Startverfahren
Es gab für alle Wettbewerbe vier Gruppen. Jede Nation konnte in jede Gruppe zwei Sportler bzw. Sportlerinnen melden; die dritte Gruppe wurde als jene mit den besten Bedingungen gesehen, wodurch die Favoriten in diese mit den Startnummern dreißig bis fünfzig delegiert wurden.
Das Organisationskomitee hatte außerdem gestattet, dass beim Springen und auch bei anderen Wettbewerben (siehe Langlauf und Nordische Kombination) pro Nation acht Athleten teilnehmen durften, was für die nordischen Länder mit ihrer besonderen Breite im Spitzensport ein großer Vorteil war.
Als absolute Neuerung im Langlauf fiel die Startordnung auf. Die bisherigen Halbminuten-Intervalle für jeweils einen Athleten wurden abgelöst. Stattdessen gingen jeweils zwei Läufer in Minutenabständen auf die Strecke.

## Siegerehrungen
Die ersten Siegerehrungen gab es am Abend des 15. Februar im Lichte von Fackeln und Scheinwerfern. Die sechs Besten des 30-km-Langlaufs und des Skispringens erhielten aus der Hand von Prinz Bertil die Medaillen und Diplome, beide Sieger zudem Silber-Pokale. Die schlichte Feier dauerte nur zwanzig Minuten, trotz der bissigen Kälte waren einige tausend Zuschauer erschienen.

## Randnotizen
- Mit Ausnahme der Taxis, deren Taxameter fest eingebaut und plombiert waren, lagen die Preise bei den anderen Taxis eine halbe Woche vor Beginn der Titelkämpfe um 100 % höher als zuvor. Dazu war es üblich, dem Restaurantpersonal (Portiers, Boys und «Vaktmester») Trinkgeld zukommen zu lassen.[4]
- Die eisige Kälte bei der Eröffnungsfeier machte auch der Militärkapelle zu schaffen, sodass diese in einem Haus neben dem Zeremonienplatz spielte und während des Einmarsches der Nationen ihre flotten Weisen durch die Fenster nach draußen klingen ließ.
- Fast alle Einwohner waren skibegeistert – bis auf einen Landwirt. Trotz eines Vertrages sperrte er vor dem letzten Trainingstag sein Grundstück ab, auf dem die Langläufer trainierten und auch der Startwettbewerb über 30 km vorgesehen war. Die Läufer mussten über einen Zaun klettern. Letztlich fanden die Veranstalter dann doch noch eine Lösung, sodass die Teilnehmer keine «Boulder»-Vorführung absolvieren mussten.[5]

## Medaillenspiegel
| Platz | Nation      | Gold | Silber | Bronze | Gesamt |
| ----- | ----------- | ---- | ------ | ------ | ------ |
| 01    | Sowjetunion | 4    | 1      | 0      | 5      |
| 02    | Finnland    | 3    | 6      | 4      | 13     |
| 03    | Norwegen    | 1    | 1      | 1      | 3      |
| 04    | Schweden    | 0    | 0      | 3      | 3      |

| Platz | Sportler          | Gold | Silber | Bronze | Gesamt |
| ----- | ----------------- | ---- | ------ | ------ | ------ |
| 01    | Veikko Hakulinen  | 2    | 2      | 0      | 4      |
| 02    | Wladimir Kusin    | 2    | 1      | 0      | 3      |
| 03    | Arvo Viitanen     | 1    | 1      | 1      | 3      |
| 04    | August Kiuru      | 1    | 0      | 1      | 2      |
| 05    | Matti Pietikäinen | 1    | 0      | 0      | 1      |
| 05    | Sverre Stenersen  | 1    | 0      | 0      | 1      |
| 05    | Tapio Mäkelä      | 1    | 0      | 0      | 1      |
| 08    | Veikko Heinonen   | 0    | 1      | 0      | 1      |
| 08    | Gunder Gundersen  | 0    | 1      | 0      | 1      |
| 08    | Nikolai Koslow    | 0    | 1      | 0      | 1      |
| 08    | Fjodor Terentjew  | 0    | 1      | 0      | 1      |
| 08    | Alexei Kusnezow   | 0    | 1      | 0      | 1      |
| 13    | Bror Östman       | 0    | 0      | 1      | 1      |
| 13    | Kjetil Mårdalen   | 0    | 0      | 1      | 1      |
| 13    | Martti Lautala    | 0    | 0      | 1      | 1      |
| 13    | Sune Larsson      | 0    | 0      | 1      | 1      |
| 13    | Sixten Jernberg   | 0    | 0      | 1      | 1      |
| 13    | Arthur Olsson     | 0    | 0      | 1      | 1      |
| 13    | Per-Erik Larsson  | 0    | 0      | 1      | 1      |

| Platz | Sportlerin             | Gold | Silber | Bronze | Gesamt |
| ----- | ---------------------- | ---- | ------ | ------ | ------ |
| 01    | Ljubow Kosyrewa        | 2    | 0      | 0      | 2      |
| 02    | Margarita Maslennikowa | 1    | 0      | 0      | 1      |
| 02    | Walentina Zarjowa      | 1    | 0      | 0      | 1      |
| 04    | Siiri Rantanen         | 0    | 2      | 0      | 2      |
| 05    | Mirja Hietamies        | 0    | 1      | 1      | 2      |
| 06    | Sirkka Polkunen        | 0    | 1      | 0      | 1      |
| 07    | Anna-Lisa Eriksson     | 0    | 0      | 1      | 1      |
| 07    | Märta Norberg          | 0    | 0      | 1      | 1      |
| 07    | Sonja Edström          | 0    | 0      | 1      | 1      |

## Resultate Langlauf Männer
- Detaillierte Ergebnisse

### 15 km
| Platz | Sportler           | Zeit [min] |
| ----- | ------------------ | ---------- |
| 1     | Veikko Hakulinen   | 55:26      |
| 2     | Arvo Viitanen      | 55:37      |
| 3     | August Kiuru       | 56:07      |
| 4     | Fjodor Terentjew   | 56:16      |
| 5     | Tapio Mäkelä       | 56:17      |
| 6     | Veikko Räsänen     | 56:31      |
| 7     | Sixten Jernberg    | 56:36      |
| 8     | Per-Erik Larsson   | 57:08      |
| 9     | Enar Josefsson     | 57:21      |
| 10    | Wladimir Kusin     | 57:27      |
| …     | …                  | …          |
| 57    | Josef Schneeberger | 61:31      |
| 65    | Oskar Schulz       | 62:57      |
| 70    | Karl Rafreider     | 63:19      |
| 82    | Friedrich Krischan | 64:25      |

Datum: 17. Februar 1954, 11 Uhr
Weltmeister 1952 (18 km):  Hallgeir Brenden

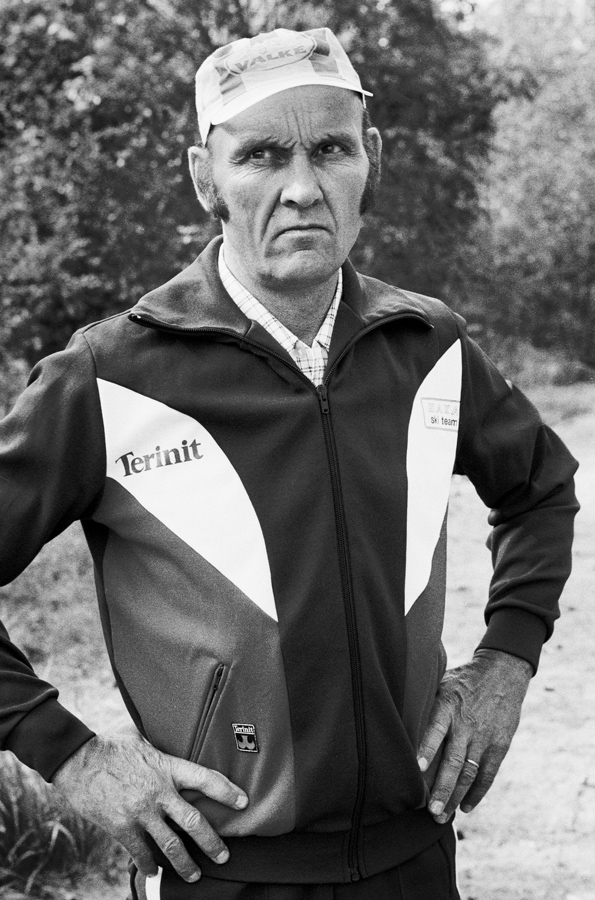
Veikko Hakulinen (Foto: 1978) gewann den 15-km-Langlauf und mit seinem finnischen Team auch die Staffel

119 Teilnehmer, davon 31 für die Nordische Kombination
Mit Veikko Hakulinen wurde ein Weltmeister erkoren, der bisher den Ruf genossen hatte, über 30 und 50 km besonders stark zu sein, obwohl er bei den Holmenkollen-Rennen der letzten Jahre bewiesen hatte, dass er auch über kürzere Distanzen erfolgreich sein kann. Hakulinen hatte sowohl über achtzehn als auch fünfzig Kilometer bereits große Erfolge feiern können. Die Finnen waren ohnehin als die großen Favoriten in dieses Rennen gegangen, das Ausmaß des Triumphes übertraf jedoch alle Erwartungen. Die an denkwürdigen Leistungen reiche Geschichte des internationalen Skisports hatte nie zuvor einen derart durchschlagenden Erfolg einer Läuferschule zu verzeichnen gehabt.
Die Strecke war schwer, kräftezehrend; 526 m betrug die gesamte Steigung, die Differenz zwischen dem niedrigsten und höchsten Punkt betrug 150 m, die Maximalsteigung an einem Punkt 100 m. Die Bahn war sehr schnell, eine Folge der kalten und sehr guten Witterung. Die Temperaturen stiegen auf Minus 20 Grad Celsius durch die Sonne langsam an. Im Lugnet-Stadion befanden sich bei 12.000 Zuschauer. Nach vorsichtigen Schätzungen dürften sich etwa dreimal mehr an der Piste befunden haben. Wiederum wurden zwei und zwei Läufer abgelassen, der Startvorgang betrug ganz genau eine Stunde, und noch bevor der letzte Läufer das Stadion verlassen hatte, trafen die Erst-Gestarteten am Ziel ein.
Nach fünf Kilometern hatten vier Finnen die besten Zeiten, davon Hakulinen und Viitanen zeitgleich. Hinter Räsänen folgte Terentjew – er wies bis dahin sechzehn Sekunden auf Hakulinen auf. Hakulinen ließ in seiner zielbewussten Gangart keinen Moment nach, lag bei 10 km bereits allein an der Spitze. Jetzt war Kiuru an zweiter Position – Rückstand elf Sekunden, Viitanen hatte 20, Mäkelä 28 Sekunden Mehrzeit. Dicht darauf folgten Räsänen und Terentjew. Der finnische Triumph zeichnetê sich her schon deutlich ab, kein Schwede oder Norweger konnte das Höllentempo, das vom Start bis ins Ziel einem Sprint glich, folgen.
Von den Mitteleuropäern hielten sich die Franzosen und Italiener im Hinblick auf ihre Erwartungen sehr gut, während die Schweizer enttäuschend schlecht abschnitten und von fast allen Nationen Mitteleuropas distanziert wurden.

### 30 km
| Platz | Sportler         | Zeit [h] |
| ----- | ---------------- | -------- |
| 1     | Wladimir Kusin   | 1:50:25  |
| 2     | Veikko Hakulinen | 1:50:51  |
| 3     | Martti Lautala   | 1:50:52  |
| 4     | Sixten Jernberg  | 1:51:30  |
| 5     | Tauno Sipilä     | 1:52:08  |
| 6     | Esko Tilli       | 1:52:15  |
| 7     | Veini Kontinen   | 1:52:52  |
| 8     | Arvo Viitanen    | 1:52:57  |
| 9     | Fjodor Terentjew | 1:53:39  |
| 10    | Pawel Koltschin  | 1:53:52  |

Datum: 14. Februar 1954 Uhr
Es gab keinen regulären Titelverteidiger, da die Strecke zuvor nur bei der WM 1926 im Programm gestanden hatte.
Streckencharakteristik: Insgesamt 1.050 m Steigung; Höhendifferenz zwischen dem tiefsten und höchsten Punkt: 170 m; einmalige Maximalleistung zwischen dem 20. und 21. km: 142 m
Die tadellos präparierte Loipe war stark coupiert und mit vielen scharfen Richtungswechseln durchsetzt. Der Parcours war so angelegt, dass er eine große Acht beschrieb, nach einer ersten 10-km-Schleife passierten die Läufer den Zielplatz im Stadion Lugnet und holten hierauf zur 20-km-Runde aus. Erste Starter um neun Uhr waren Arthur Herrdin (SWE) und Alexei Kusnezow (URS). Jugoslawen, Österreicher und Ungarn hatten ihre Meldungen zurückgezogen, sodass insgesamt zehn Forfaits notiert wurden. Die Schweiz hatte nicht genannt. Rund 12.000 Zuschauer verfolgten die Starts im Stadion, weitere 20.000 dürften sich an der Strecke aufgehalten haben.
Der Wettbewerb wurde unter schwierigen Bedingungen durchgeführt. Zu Rennbeginn wurden −25° C verzeichnet, die aber unter der Einwirkung einer aus blauem Himmel strahlenden Sonne allmählich auf 16 Minusgrade sanken. Der Schnee war dadurch stumpf geworden, viele Läufer hatten mit Atemproblemen zu kämpfen.

59 Teilnehmer; davon drei nicht im Ziel: Hermann Möchel (FRG), Frankreichs bester Läufer Benoît Carrara und Matevs Kordez (YUG).

### 50 km
| Platz        | Sportler         | Zeit [h] |
| ------------ | ---------------- | -------- |
| 1            | Wladimir Kusin   | 3:02:58  |
| 2            | Veikko Hakulinen | 3:03:06  |
| 3            | Arvo Viitanen    | 3:06:40  |
| 4            | Martin Stokken   | 3:06:49  |
| 5            | Edvin Landsem    | 3:06:58  |
| 6            | Fjodor Terentjew | 3:07:10  |
| 7            | Martti Lautala   | 3:07:17  |
| 8            | Veini Kontinen   | 3:08:04  |
| 9            | Enar Josefsson   | 3:09:12  |
| 10           | Kalevi Mononen   | 3:09:37  |
| …            | …                | …        |
| 31           | Hans Strasser    | 3:33:04  |
| 32           | Fritz Zurbuchen  | 3:35:57  |
| 35 (letzter) | Ion Sumedrea     | 3:49:13  |

Datum: 21. Februar 1954
Weltmeister 1952:  Veikko Hakulinen
Aufgabe nach 5 km: Werner Zwingli (SUI)
Start 10 Uhr; Teilnehmerzahl 38 – Streckenprofil: Höhendifferenz zwischen tiefstem und höchsten Punkt: 170 m; Total-Steigung 1.450 m; einmalige Maximalsteigung 125 m
Die Schätzungen über die im Skistadion und am Rande der Piste anwesenden Zuschauer schwankten zwischen 20.000 und 80.000.
Zuerst gab es eine Startrunde von 10 km auf der Staffelpiste, danach zweimal die Loipe der 15-km-Weltmeisterschaft und zum Schluss nochmals die 10-km-Runde. Bei jedem zehnten Kilometer waren Zeitnehmerposten eingerichtet, die Zielpassagen erfolgten nach 10, 25 und 40 km, ehe die 50 km absolviert waren. Die Verhältnisse konnten als sehr gut bezeichnet werden, wobei bei 10 Minusgraden Celsius gestartet wurde, ehe nach der Mittagsstunde ein eisiger Westwind aufkam. Es war tatsächliches Wetterglück gegeben, denn eine Stunde nach Wettkampfschluss war in Falun die Schönwetterperiode vorbei.
Kusin startete fulminant, war in 33:01 Minuten über die ersten 10 km der gegenüber dem Staffellauf leicht geänderten Piste gefegt. Im Vergleich hatte Sprintspezialist Tapio Mäkelä als Startläufer in der Staffel 33:18 Minuten benötigt. Bis zum zwanzigsten Kilometer traten sehr viele Positionsverschiebungen ein. Mit Ausnahme von Kontinen und Lautala verloren alle Läufer ständig auf den entfesselten Kusin, der auch den zweiten Abschnitt am schnellsten lief und den Rückstand auf den drei Minuten vor ihm gestarteten Hakulinen sukzessiv verringerte – nach 10 km hatte er 26 Sekunden, nach 20 km nochmals mehr als eine halbe Minute aufgeholt. In der Zwischenrechnung lagen Kontinen 54 s, Lautala 1:11 min und Hakulinen 1:13 min zurück.
Nach halber Distanz lautete Kusins Vorsprung 1:38 min auf Kontinen. Hinter den Finnen waren die Abstände bereits gegen vier Minuten angewachsen. Während alle Läufer Verpflegung (Zucker und Heidelbeersaft) aufnahmen, kümmerten sich die Sowjetläufer nicht darum. Die Gegenoffensive der Finnen kam nur von Hakulinen, der offensichtlich seine Marschroute auf die letzten 15 km ausgelegt hatte. Demgegenüber ließen Kontinen, Lautala und Viitanen Ermüdungserscheinungen erkennen. Hakulinen konnte Kusin 39 Sekunden bis zu Kilometer vierzig abnehmen, sodass das Rennen wieder offen für einen Kampf zwischen den beiden war. Kontinen lag schon 2:39 min zurück. Und für Hakulinen schienen die aktuellen 1:13 min Rückstand nicht uneinholbar.
Inoffizielle Zwischenzeiten 5 km vor dem Ziel bezifferten den Rückstand noch auf 20 bis 30 Sekunden. Hakulinen überquerte die Ziellinie, Zweieinhalb Minuten vergingen, der Sieg des Finnen rückte in greifbare Nähe. Doch Kusin, der nicht mehr so flüssig und leicht lief, rettete mit Doppelstockeinsätzen noch acht Sekunden Vorsprung. Möglicherweise hatte Hakulinen doch zu spät zum Endspurt angesetzt. Die nach 40 km noch intakte «Front der Finnen» war auch zerbröckelt. Einer der beiden Norweger Stokken und Landsen, die als Paar miteinander gestartet waren und die die gesamten 50 km gemeinsam zurückgelegt hatten, hätten beinahe noch Bronze erreicht. Lautala und Kontinen waren indes sogar hinter Terentjew zurückgefallen. Als bester der wenigen Mitteleuropäer kam ČSR-Läufer Jaroslav Cardal auf Rang 27 (3:21:03 h).

### 4 × 10 km Staffel
| Platz | Land             | Sportler                                                                    | Zeit [h] |
| ----- | ---------------- | --------------------------------------------------------------------------- | -------- |
| 1     | Finnland         | August Kiuru Tapio Mäkelä Arvo Viitanen Veikko Hakulinen                    | 2:16:47  |
| 2     | Sowjetunion      | Nikolai Koslow Fjodor Terentjew Alexei Kusnezow Wladimir Kusin              | 2:18:57  |
| 3     | Schweden         | Sune Larsson Sixten Jernberg Arthur Olsson Per-Erik Larsson                 | 2:18:59  |
| 4     | Norwegen         | Håkon Brusveen Odd Lykkja Martin Stokken Hallgeir Brenden                   | 2:21:20  |
| 5     | Italien          | Valentino Chiocchetti Arrigo Delladio Federico Deflorian Ottavio Compagnoni | 2:23:24  |
| 6     | Frankreich       | René Mandrillon Gilbert Mercier Jean Mermet Benoît Carrara                  | 2:24:06  |
| 7     | Tschechoslowakei | Emil Okuliár Josef Stébel Vlastimil Melich Ilja Matouš                      | 2:26:03  |
| 8     | BR Deutschland   | Toni Haug Rudolf Kopp Albert Hitz Hermann Möchel                            | 2:28:11  |
| 9     | Österreich       | Friedrich Krischan Karl Rafreider Oskar Schulz Josef Schneeberger           | 2:28:13  |
| 10    | Schweiz          | Hans Strasser Werner Zwingli Marcel Huguenin Walter Lötscher                | 2:29:11  |
| 11    | DDR              | Kuno Werner Herbert Leonhardt Herbert Müller Herbert Friedel                | 2:31:25  |
| 12    | Jugoslawien      |                                                                             | 2:32:17  |
| 13    | Ungarn           |                                                                             | 2:34:41  |
| 14    | Rumänien         |                                                                             | 2:36:34  |
| 15    | Japan            |                                                                             | 2:37:44  |

Datum: 20. Februar 1954
Weltmeister 1952:  Finnland (Heikki Hasu, Paavo Lonkila, Urpo Korhonen, Tapio Mäkelä)
Teilnehmer: 15 Staffeln (die USA hatten ihre Meldung zurückgezogen)

Rahmenbedingungen: Minus 10 Grad, Sonne und Wolkenbänke, erhöhte Luftfeuchtigkeit.

Charakteristik der 10 km langen Strecke: Differenz zwischen tiefstem und höchstem Punkt 142 m; Total-Steigung 325 m; Maximalsteigung an einem Stück 90 m
Die Individualzeiten der ersten beiden Staffeln:
- FIN: Kiuru 35:05 min, Mäkelä 33:18 min, Viitanen 34:18 min, Hakulinen 34:06 min
- URS: Koslow 35:06 min, Terentjew 33 min:18, Kusnezow 36:27 min, Kusin 34:06 min

Der finnische Triumph war erwartet worden, doch er fiel ihnen nicht leicht in den Schoß. Wenngleich die «Söhne Suomis» eine stark zusammengesetzte Equipe einsetzten, gegen die letztlich nicht aufzukommen war, kam es bei den ersten beiden Läufern zu einem nervenanspannendes Duell mit dem URS-Team. Über die ersten beiden Ablösungen ließen sich die Sowjets nicht abschütteln, erst auf der dritten Strecke erlitt Kusnezow eine Schwäche, verlor den Kontakt zum führenden Viitanen und büßte schließlich volle zwei Minuten ein. Kusin vermochte diesen enormen Rückstand nicht mehr aufzuholen, musste sogar mächtig kämpfen, um nicht auf den letzten Metern den zweiten Platz an Schweden zu verlieren. Wieder eine bittere Enttäuschung erlebten die Norweger. Nach der dritten Runde lagen sie dank einer Glanzleistung von Stokken auf Rang zwei knapp vor der URS und SWE, aber der noch rekonvaleszente Brenden war den Strapazen eines derart harten Laufes noch nicht gewachsen. Es waren auch mehrere hervorragende Einzelleistungen zu registrieren: So ließ der Italiener Chiocchetti auf seiner Strecke sogar die Schweden und Norweger hinter sich.

Nach 5 km war Kiuru eine Sekunde vor Koslow; weitere: ITA +0,35 s; NOR +0,46 s; SWE +1:08 min; FRA +1:21 min; JPN +1:25 min.

In der zweiten Runde lief Mäkelä zeitgleich mit Terentjew in 33:18 min Tagesbestzeit, somit blieb der Abstand weiter eine Sekunde. Jernbergs Überholvorgänge brachten die heimische Staffel in die dritte Position (Rückstand 1:23 min). Der Schweizer Zwingli konnte JPN, GDR sowie ČSR überholen und auf Rang sieben vorstoßen. Nach der ersten Übergabe waren GDR auf Rang neun, SUI auf zehn, AUT auf elf und FRG auf vierzehn, nach der zweiten lagen FRG auf zehn, AUT auf elf und GDR auf zwölf.
Die Vorentscheidung fiel in der dritten Runde; Viitanen holte den notwendigen Vorsprung heraus, den Schlussläufer Hakulinen nur mehr zu verwalten brauchte. Unliebsam war ein Vorfall, den es auch schon bei der Damenstaffel durch eine Sowjetläuferin gegeben hatte: Kusnezow ließ den auflaufenden Norweger Stokken trotz dessen mehrmaligen Zurufen nicht vorbei; letztlich stürzten beide, als Stokken außerhalb der Bahn überholen wollte. Der Norweger war danach schneller auf den Beinen, übergab mit 2:06 min Rückstand an den nächsten Läufer. Jetzt lag die URS 2:10 min zurück. SWE folgte mit 2:34 min. Die Schweiz war Achter, AUT auf neun, FRG auf zehn und GDR auf elf.
Im letzten Abschnitt ging es nur noch um die weiteren Medaillen und Platzierungen. Der Schwede Larsson holte die 24 Sekunden Rückstand auf Kusin bald auf, doch dessen Kampffreude wurde damit nochmals entfacht und am Ende wurde er in derselben Zeit wie Hakulinen gemessen. Frankreichs Carrara setzte sich im Schlussabschnitt mächtig ein, um noch Italien den Platz der besten mitteleuropäischen Mannschaft zu entreißen, konnte dabei eine halbe Minute aufholen, doch das Vorhaben nicht realisieren. Der Schweizer Schlussläufer Lötscher hatte einen schlechten Tag, er verlor zwei Plätze.

## Resultate Langlauf Frauen
- Detaillierte Ergebnisse

### 10 km
| Platz       | Sportlerin             | Zeit [min] |
| ----------- | ---------------------- | ---------- |
| 1           | Ljubow Kosyrewa        | 40:14      |
| 2           | Siiri Rantanen         | 40:30      |
| 3           | Mirja Hietamies        | 40:46      |
| 4           | Margarita Maslennikowa | 40:54      |
| 5           | Alewtina Leontjewa     | 41:07      |
| 6           | Sirkka Polkunen        | 41:10      |
| 7           | Sonja Edström          | 41:17      |
| 8           | Sofija Suschina        | 41:18      |
| 9           | Lilija Katkowa         | 41:20      |
| 10          | Maria Hahl             | 41:30      |
| …           | …                      | …          |
| 26          | Eva Vašiková           | 44:13      |
| 34          | Erminia Mus            | 46:03      |
| 36          | Helga Bochert          | 48:08      |
| 37          | Anita Parmesani        | 48:10      |
| 38          | Elfriede Uhlig         | 48:12      |
| 39          | Fides Romanin          | 48:19      |
| 40          | Margot Heinz           | 49:19      |
| 41          | Marlies Liebau         | 49:25      |
| 42 (letzte) | Siegrun Schotte        | 49:39      |

Datum: 21. Februar 1954
Weltmeisterin 1952:  Lydia Wideman
Die 42 Läuferinnen starteten bereits, als die Herren auf ihrem Rennen über 50 km noch unterwegs waren. Das Rennen entwickelte sich zu einem schweren Kampf zwischen den sowjetischen und finnischen Teilnehmerinnen. Kosyrewa ging auf der ersten Streckenhälfte klar in Führung und distanzierte Maslennikowa um 25, Rantanen um vierzig und Leontjewa um 45 Sekunden. Rantanen und Hietamies kamen aber stark auf, sodass Kosyrewa hart kämpfen musste, um den Sieg zu retten.

### 3 × 5 km Staffel
| Platz | Land             | Sportlerinnen                                            | Zeit [h] |
| ----- | ---------------- | -------------------------------------------------------- | -------- |
| 1     | Sowjetunion      | Ljubow Kosyrewa Margarita Maslennikowa Walentina Zarjowa | 1:05:54  |
| 2     | Finnland         | Sirkka Polkunen Mirja Hietamies Siiri Rantanen           | 1:06:19  |
| 3     | Schweden         | Anna-Lisa Eriksson Märta Norberg Sonja Edström           | 1:08:32  |
| 4     | Norwegen         | Kjellfrid Gutubakken Marit Øiseth Rakel Wahl             | 1:09:06  |
| 5     | Tschechoslowakei | Olga Krasilová Marie Bartáková Eva Vašicová              | 1:10:28  |
| 6     | Italien          | Fides Romanin Margherita Bottero Ildegarda Taffra        | 1:15:14  |
| 7     | DDR              |                                                          | 1:19:27  |

Datum: 17. Februar 1954
Amtierende Weltmeisterstaffel: bisher bei Weltmeisterschaften nicht im Programm
Teilnehmerinnen: 7 Staffeln
Individuelle Laufzeiten der sowjetischen Siegerstaffel: Kosyrewa 21:18 min; Maslennikowa 22:14 min; Zarjowa 22:22 min
Noch während die 15-km-Langläufer ihre Runden zogen, starteten die sieben Nationen zum ersten Staffeltitelkampf der Frauen. Den Dreierteams wurde eine mittelschwere Strecke vorgesetzt, die aber bei dem großen Einsatz auf einer relativ kurzen Distanz doch große Anforderungen stellte. Fast bis aufs Zielband wogte ein scharfes Duell zwischen der UdSSR und Finnland.
Im Renngeschehen ging das finnische Team mit vier Sekunden in Führung, schon 43 Sekunden lag die norwegische Startläuferin Gutubakken, die Schwedin Eriksson sogar 1:44 min zurück. Im Mittelabschnitt musste die Finnin Hietamies ihrer Gegnerin Maslennikowa den Vortritt lassen, hielt aber deren Tempo bis zur nächsten Ablöse mit, sodass Rantanen mit nur sieben Sekunden Rückstand auf die letzte Runde ging. Zarjowa (Schreibweise auch Tsareva), Siegerin des Grindelwaldner Damenlaufes vom Januar, ließ ihre Gegnerin nicht mehr herankommen und dehnte den Vorsprung im Finish auf 25 Sekunden aus.
Man kam letztlich um den Eindruck nicht herum, dass der Damen-Langlauf in den skandinavischen Ländern nicht mehr so intensiv gepflegt wurde, weil die Skandinavierinnen jahrelang unter sich alleine waren, was sich nun durch das Auftreten der UdSSR-Läuferinnen und auch den z. B. in Italien eingeleiteten Bestrebungen in absehbarer Zeit wieder ändern könnte.

## Skispringen Männer
Detaillierte Ergebnisse

### Resultat Normalschanze
| Platz | Sportler           | Weiten [m]  | Punkte |
| ----- | ------------------ | ----------- | ------ |
| 1     | Matti Pietikäinen  | 76,5 / 76,0 | 232,0  |
| 2     | Veikko Heinonen    | 72,5 / 76,0 | 222,0  |
| 3     | Bror Östman        | 75,0 / 77,0 | 221,5  |
| 4     | Kjell Knarvik      | 74,0 / 75,5 | 220,5  |
| 5     | Erik Styf          | 76,0 / 75,0 | 218,0  |
|       | Torbjørn Falkanger | 72,5 / 74,0 | 218,0  |
| 7     | Erling Kroken      | 72,0 / 76,5 | 217,5  |
| 8     | Halvor Næs         | 72,5 / 75,0 | 217,0  |
| 9     | Antti Hyvärinen    | 73,0 / 76,0 | 215,5  |
| 10    | Josef Bradl        | 75,0 / 72,0 | 214,5  |
| …     | …                  | …           | …      |
| 13    | Keith Wegeman      | 73,0 / 75,0 | 212,5  |
| 16    | Janež Polda        | 75,0 / 75,5 | 211,5  |
| 18    | Franz Eder         | 74,5 / 75,5 | 210,0  |
| 19    | František Felix    | 70,0 / 75,0 | 209,5  |
| 21    | Jacques Charland   | 70,5 / 73,0 | 206,0  |
| 22    | Nikolai Kamenski   | 69,5 / 70,5 | 205,5  |
| 26    | Sepp Weiler        | 74,0 / 72,0 | 204,0  |
| 27    | Andreas Däscher    | 72,0 / 72,0 | 202,5  |
| 27    | Walter Steinegger  | 66,5 / 69,5 | 198,0  |
| 39    | Ferdinand Kerber   | 66,0 / 69,5 | 195,0  |
| 44    | Conrad Rochat      | 65,5 / 62,5 | 189,0  |
| 47    | Albin Plank        | 73,0 / 75,5 | 186,0  |

Datum: 14. Februar 1954
Weltmeister 1952:  Arnfinn Bergmann
Källviksbacken; 69 Springer wurden klassiert.
Bei Sonnenschein herrschten −20 Grad Celsius, zum Glück blieb der gefürchtete Seitenwind aus. Die Herrichtung der Schanze und die Durchführung der Konkurrenz dürfen als vorbildlich bezeichnet werden. Allerdings bot die ganze Schanzenanlage etwas ungewohnte Bedingungen. Der Absprungtisch war mit acht Grad Neigung vielen Springern zu steil und die Auslaufbahn präsentierte sich so schnell, dass selbst die Norweger ihre liebe Mühe damit hatten. Eine weitere Folge waren ziemlich viele Stürze, betroffen auch die beiden Deutschen Toni Brutscher und Josef Kleisl.
Die Resultate bestätigten die Prognosen, die man auf Grund der Trainingsergebnisse erstellt hatte, und es war überhaupt seit einiger Zeit voraussehbar, dass Finnland vor Norwegen und Schweden in Führung gehen werde. Dieser Umschwung kam doch schneller, als ihn die Fachleute erwartet hatten. Bislang war der Skisprung nicht die große Stärke der Finnen, die Norweger waren in dieser Sparte des Skisports kaum zu schlagen gewesen. Pietikäinen, der somit zum ersten finnischen Skisprung-Weltmeister avancierte, wurde dies mit einer über jeden Zweifel erhabenen Leistung. Er sprang wunderbar mit maximaler Vorlage in der ersten Flugphase, aerodynamisch günstigstem Anstellwinkel von Ski und Körper in der zweiten sowie dritten Phase und spielend leichter Landung. «Altmeister» Sepp Bradl lag nach dem ersten Durchgang noch an fünfter Stelle, doch verpasste er in Durchgang zwei den Absprung und konnte nur dank seiner Routine noch eine einigermaßen gute Weite erzielen.
Die fünf Sprungrichter werteten unterschiedlich, es gab Differenzen von bis zu zwei vollen Punkten. Auffallend war, dass die Nordländer auch bei schwächeren Sprüngen besser benotet wurden – sogar der österreichische Sprungrichter unterlag dieser suggestiven Wirkung. Aufgrund ihrer guten Trainingsergebnisse enttäuschten die US-Amerikaner, die zwar gute Sprungweiten, aber unruhige Flüge zeigten. Die Leistung der Sowjetspringer mit den Rängen 22 und 25 zeigte, dass ihnen möglicherweise noch das nötige Selbstvertrauen fehlte, wobei Anatolij Lebedjew mit seinen 76,5 m im ersten Durchgang (gleiche Weite wie Pietikäinen) und Note 111 zeigte, dass die dortige Springerschule nicht schlecht ist. Im zweiten Durchgang kam er allerdings zu Sturz.

## Nordische Kombination Männer
Detaillierte Ergebnisse

### Resultat Einzel (Normalschanze/15 km)

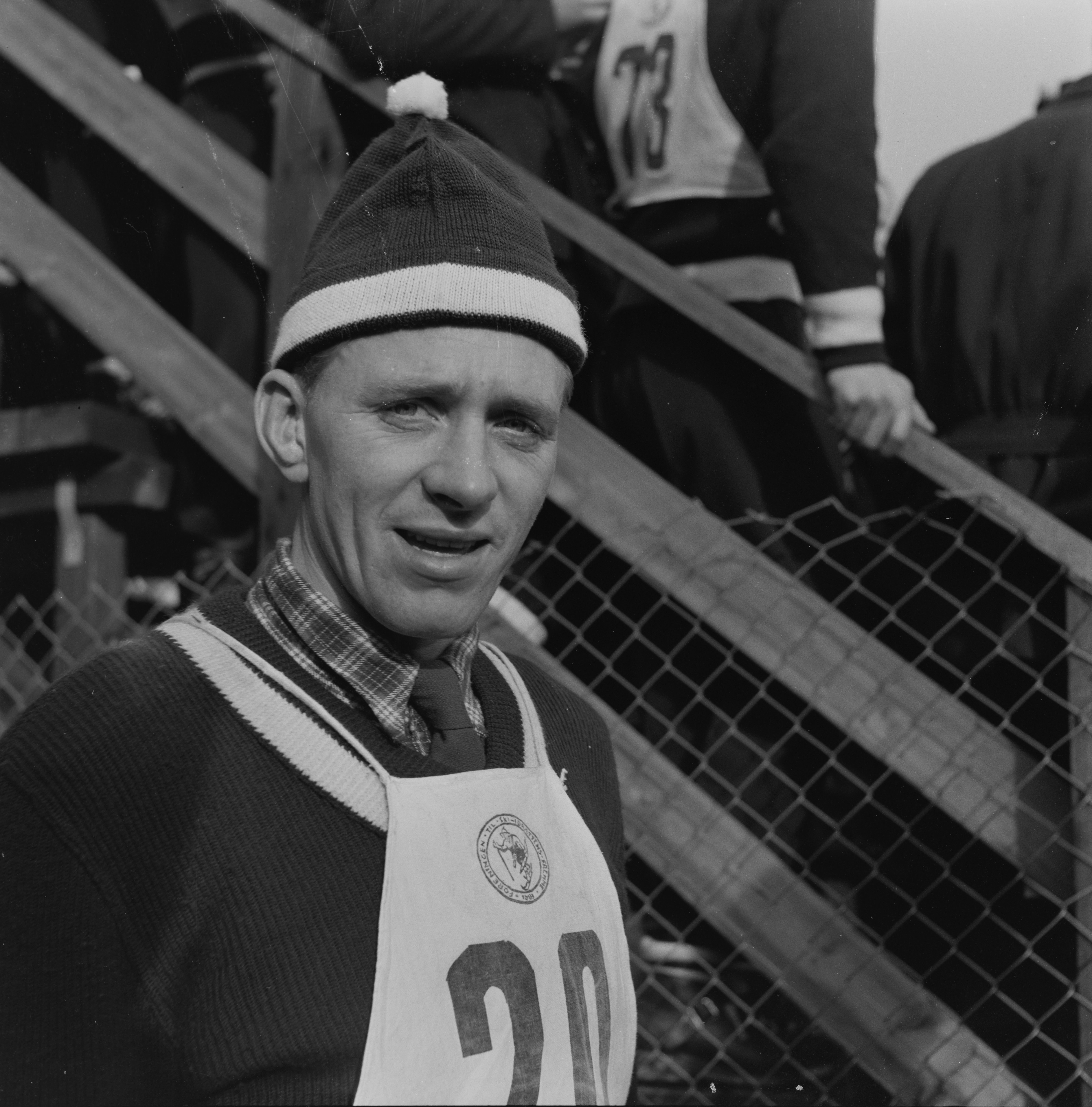
Weltmeister Sverre Stenersen

| Platz        | Sportler            | Punkte (Sprung / Lauf) |
| ------------ | ------------------- | ---------------------- |
| 1            | Sverre Stenersen    | 461,1 (236,1 / 225,0)  |
| 2            | Gunder Gundersen    | 460,1 (239,1 / 221,0)  |
| 3            | Kjetil Mårdalen     | 450,5 (232,0 / 218,5)  |
| 4            | Per Gjelten         | 450,4 (232,9 / 217,5)  |
| 5            | Simon Slåttvik      | 448,4 (226,9 / 221,5)  |
| 6            | Eeti Nieminen       | 447,5 (230,0 / 217,0)  |
| 7            | Johan Vanvik        | 443,0 (222,0 / 221,0)  |
| 8            | Arne Barhaugen      | 442,5 (222,5 / 220,0)  |
| 9            | Heikki Kiuru        | 440,4 (238,9 / 201,5)  |
| 10           | Eero Kemppainen     | 439,9 (217,9 / 222,0)  |
| 11           | Simon Slåttvik      | 448,4 (226,9 / 221,5)  |
| …            | …                   | …                      |
| 13           | Bengt Eriksson      | 430,8 (213,5 / 217,3)  |
| 17           | Heinz Hauser        | 415,8 (197,0 / 218,8)  |
| 18           | Marvin Crawford     | 408,6 (206,5 / 202,1)  |
| 19           | Herbert Friedel     | 407,1 (182,0 / 225,1)  |
| 20           | Alfredo Prucker     | 403,4 (178,0 / 225,4)  |
| 21           | Ryōichi Fujisawa    | 395,7 (182,5 / 213,2)  |
| 23           | Gerhard Glaß        | 392,8 (188,0 / 204,8)  |
| 25           | Kuno Werner         | 390,7 (158,0 / 232,7)  |
| 26           | Erich Röder         | 388,4 (181,5 / 206,9)  |
| 30 (letzter) | Charles-Louis Golay | 379,5 (166,0 / 213,5)  |

Datum:
Springen: 16. Februar 1954
15-km-Langlauf (gemeinsam mit den Langlauspezialisten): 17. Februar 1954
Weltmeister 1952:  Simon Slåttvik
Der Österreichische Skiverband hatte aus Kostengründen keine Nordischen Kombinierer für die Weltmeisterschaften nominiert.
Der Sprunglauf wurde am 16. Februar um 12 Uhr begonnen. Nach einigen Streichungen verblieben letztlich 32 Konkurrenten, von denen neunzehn aus den skandinavischen Ländern stammten. Als Mitteleuropäer hatten sieben Deutsche, ein Italiener und ein Schweizer (Louis-Charles Golay) ihre Meldungen abgegeben sowie zwei Amerikaner, ein Kanadier und zwei Japaner. Von drei Sprüngen kamen zwei in die Wertung.
Der Wettbewerb gestaltete sich zu einem überragenden Erfolg der Norweger, wodurch ihre Niederlage im Spezialspringen etwas in Vergessenheit geriet. Erstaunlich war vor allem ihre außerordentliche Stärke im Langlauf. Da in Schweden das Interesse an der Nordischen Kombination stark zurückgegangen war, entwickelte sich nur ein Zweikampf mit den Finnen. Bester Mitteleuropäer war Heinz Hauser (FRG) auf Rang siebzehn.
Schon im Springen hatte Norwegen sieben seiner Sportler unter die ersten Acht gebracht, wobei Stenersen bereits hier den entscheidenden Vorsprung herausgeholt hatte. Bemerkenswert war das Vordringen zweier US-Amerikaner auf den dreizehnten bzw. sechzehnten Platz. Dem Schweizer Golay war keiner seiner drei Sprünge gelungen und er durfte im Langlauf auf keine wesentliche Rangverbesserung hoffen.
Klassement des Springens (in Klammer die Weiten in Meter): 1. Stenersen 225,0 (71,0|72,0|73,5) / 2. Kamppainen 222,0 (70,5|70,5|72,5) / 3. Slåttvik 221,5 (71,0|72,0|73,0) / 4. ex aequo Gundersen (71,0|71,5|72,0) & Vanvik (70,5|70,5|71,0) 221,0 / 6. Barhaugen 220,0 (68,0|69,5|71,0), 7. Maardalen 218,5 (70,0|71,5|68,0) / 8. Gjelten 217,5 (70,5|71,5|71,5) / 9. Nieminen 217,0 (66,5|70,5|70,5), 10. Eriksson 213,5 (65,5|70,0|72,0) / 13. Crawford 206,5 (63.5|68,5|71,5) / 15. H. Kiuru 201,5 / 17. Hauser 196,5 (60,0|66,5|66,0) / 30. Golay 166,0 (53,0|55,5|57,5)
Das Leistungsvermögen des Schweizers Golay reichte noch nicht an den internationalen Standard heran, er wurde im Gesamtklassement exakt an seinem 21. Geburtstag Dreißigster Letzter dieser Konkurrenz.
Von Titelverteidiger Simon Slåttvik hatte man einen neuerlichen Erfolg erwartet, doch während des Langlaufes (Rang 59) wurde bald klar, dass er nicht mehr der frühere Kämpfer war.

## Videolinks
- Welt im Bild 87/1954, 24. Februar 1954, Kurze Video-Ausschnitte zum 50-km-Langlauf bei der WM 1954 in Falun, Bereich 5:15 min bis 6:17 min auf filmothek.bundesarchiv.de, abgerufen am 15. Oktober 2023
- Welt im Bild 87/1954, 24. Februar 1954, Kurze Video-Ausschnitte zum 50-km-Langlauf bei der WM 1954 in Falun, Bereich 5:15 min bis 6:17 min auf filmothek.bundesarchiv.de, abgerufen am 15. Oktober 2023
- Världselit på skidor (1954), filmarkivet.se, abgerufen am 15. Oktober 2023
- 1954 VM på skidor i Falun 30km och backhoppning Öppet arkiv SVT Play, youtube.com, abgerufen am 15. Oktober 2023
- Selected Originals - Sports News - Ski Championship - Sweden (1954), youtube.com, abgerufen am 15. Oktober 2023